# Maison de santé pluridisciplinaire
Une maison de santé pluridisciplinaire (MSP), ou pluriprofessionnelle (MSPP), est, en France, un établissement regroupant des professionnels de la santé exerçant plusieurs disciplines différentes (médecins, infirmiers, masseurs-kinésithérapeutes, pédicures-podologues...) et implantés notamment dans les territoires ruraux caractérisés par une faible densité de ces professionnels,. Elle peut être financée via le Fonds d'intervention régional (FIR), par l'Agence régionale de santé (ARS) mais surtout, de façon plus pérenne, par l'Accord conventionnel interprofessionnel relatif aux structures de santé pluri-professionnelles (ACI) décrit par l'arrêté du 24 juillet 2017,.
La forme juridique de la Société interprofessionnelle de soins ambulatoires (SISA) a été créée pour faciliter la gestion de ces établissements.